# مونسي (إلينوي)
مونسي (بالإنجليزية: Muncie)‏ هي منطقة سكنية تقع في الولايات المتحدة في مقاطعة فيرميليون، إلينوي. يقدر عدد سكانها بـ 155 نسمة وترتفع عن سطح البحر 197 متر.

## الموقع الجغرافي
الموقع الجغرافي للمناطق المحيطة بهذه النقطة هو كالتالي: